# Cerodontha flavocingulata
Cerodontha flavocingulata är en tvåvingeart som först beskrevs av Gabriel Strobl 1909.  Cerodontha flavocingulata ingår i släktet Cerodontha och familjen minerarflugor. Arten är reproducerande i Sverige. Inga underarter finns listade i Catalogue of Life.